# Feuer frei!
Feuer frei! è un singolo del gruppo musicale tedesco Rammstein, pubblicato il 14 ottobre 2002 come quinto estratto dal terzo album in studio Mutter.

## Descrizione
Feuer frei significa nel linguaggio militare tedesco "aprite il fuoco", "fuoco a volontà". La canzone parla del liberare la rabbia che è stata tenuta a lungo dentro. Il singolo è stato distribuito in 3 versioni, ognuna con copertina e tracklist diversa.

## Video musicale
Il video, diffuso negli Stati Uniti d'America da MTV, è stato realizzato per la promozione del film xXx diretto da Rob Cohen.

## Tracce
CD (Germania)
1. Feuer frei! – 3:08
2. Feuer frei! (Rammstein vs. Junkie XL Remix) – 4:10

CD maxi (Germania)
1. Feuer frei! – 3:08
2. Feuer frei! (Rammstein vs. Junkie XL Remix) – 4:10
3. Feuer frei! (Rammstein Remix 130) – 3:44
4. Feuer frei! (Rammstein Remix 95) – 3:34
5. Du hast ("A Tribute to Rammstein" - Cover Version by Battery) – 4:41
6. Bück dich ("A Tribute to Rammstein" - Cover Version by Colp) – 3:39

Box set (Regno Unito)
- CD 1

1. Feuer frei! – 3:08
2. Mutter (Radio Edit) – 3:40
3. Kokain – 3:09
4. Feuer frei! (Video) – 3:08
5. Interview (on the Set of "Sonne") (Video) – 2:00

- CD 2

1. Feuer frei! (Rammstein vs. Junkie XL Remix) – 4:10
2. Mutter – 4:28
3. Feuer frei! (Rammstein Remix 95) – 3:34
4. Interview (on the Set of "Ich will") (Video) – 2:00
5. Photo Gallery

- DVD

1. Feuer frei! (Video) – 3:08
2. Interview (The Early Years Discussed) – 2:00
3. Du hast & Bück dich ("A Tribute to Rammstein" - Cover Version by Battery & Colp) – 8:20
4. Photo Gallery

## Formazione
Hanno partecipato alle registrazioni, secondo le note di copertina di Mutter:
Gruppo
- Christoph Doom Schneider – batteria
- Doktor Christian Lorenz – tastiera
- Richard Z. Kruspe-Bernstein – chitarra
- Till Lindemann – voce
- Paul Landers – chitarra
- Oliver Riedel – basso

Produzione
- Jacob Hellner – produzione
- Rammstein – produzione
- Stefan Glaumann – missaggio
- Ulf Kruckenberg – ingegneria del suono
- Myriam Correge – assistenza tecnica
- Florian Ammon – programmazione Logic e Pro Tools
- Howie Weinberg – mastering

## Classifiche
| Classifica (2014)                | Posizione massima |
| -------------------------------- | ----------------- |
| Stati Uniti (rock & alternative) | 11                |